# Arctia flavia
Arctia flavia (tên tiếng Anh: Yellow Tiger Moth) là một loài bướm đêm thuộc phân họ Arctiinae, họ Erebidae. Nó được tìm thấy ở Anpơ above the tree level.
Sải cánh dài 50–70 mm. Con trưởng thành bay tháng 7 đến tháng 8.
Ấu trùng ăn a wide range of plants.

## Hình ảnh

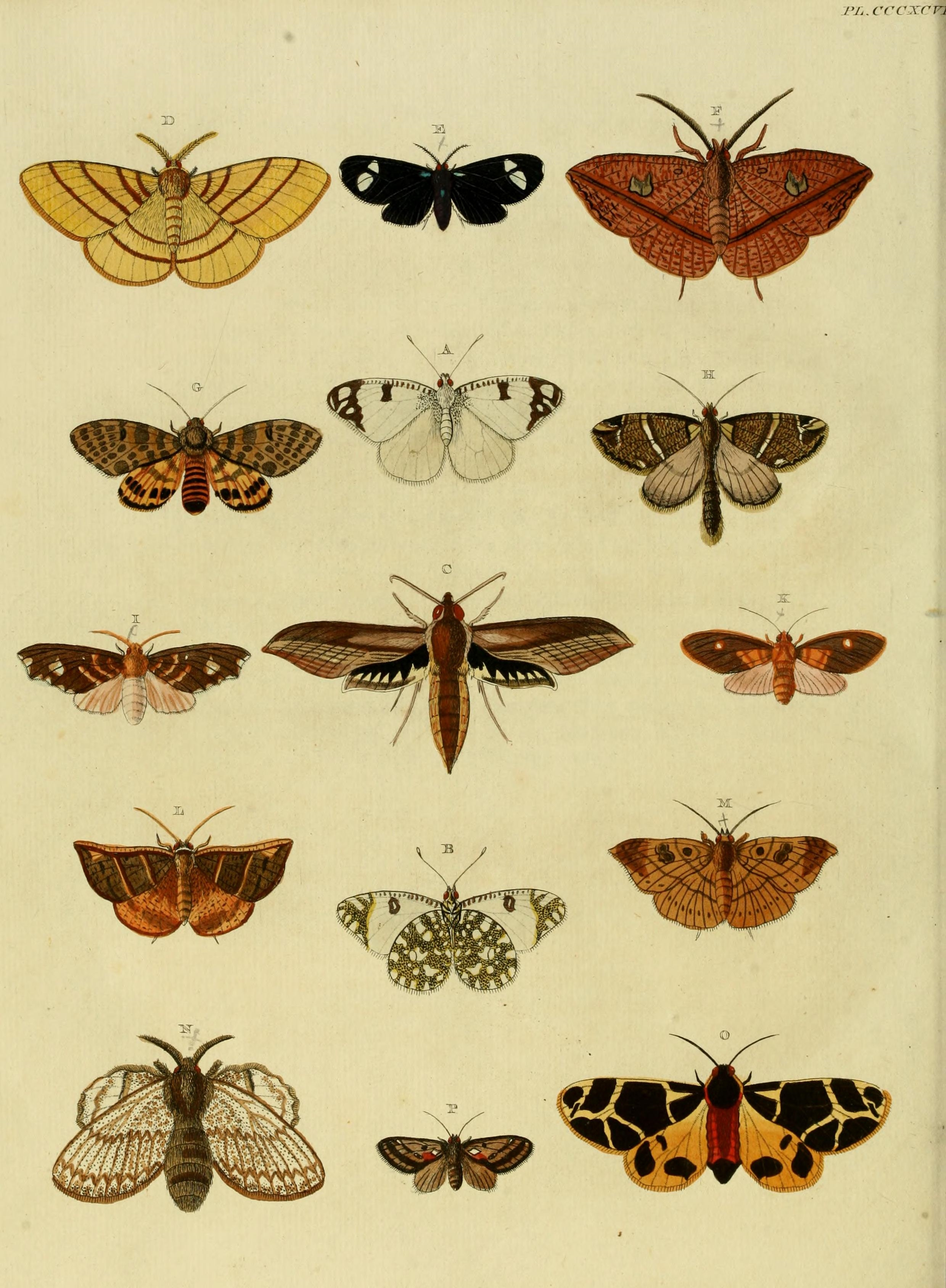